# جان یوونا
جان یوونا (انگلیسی: Jan Uvena؛ زادهٔ ۲۹ اوت ۱۹۵۰) موسیقی‌دان، ترانه‌پرداز اهل ایالات متحده آمریکا است. وی بین سال‌های ۱۹۷۸ تا ۲۰۰۰ میلادی فعالیت می‌کرد.